# Ablabys
Genre
Ablabys est un genre de poissons de la famille des scorpénidés (classification traditionnelle) ou des Tetrarogidae (classification phylogénétique).

## Liste des espèces
Selon FishBase (22 janv. 2017) et World Register of Marine Species (22 janv. 2017) :
- Ablabys binotatus (Peters, 1855)
- Ablabys macracanthus (Bleeker, 1852)
- Ablabys taenianotus (Cuvier, 1829)

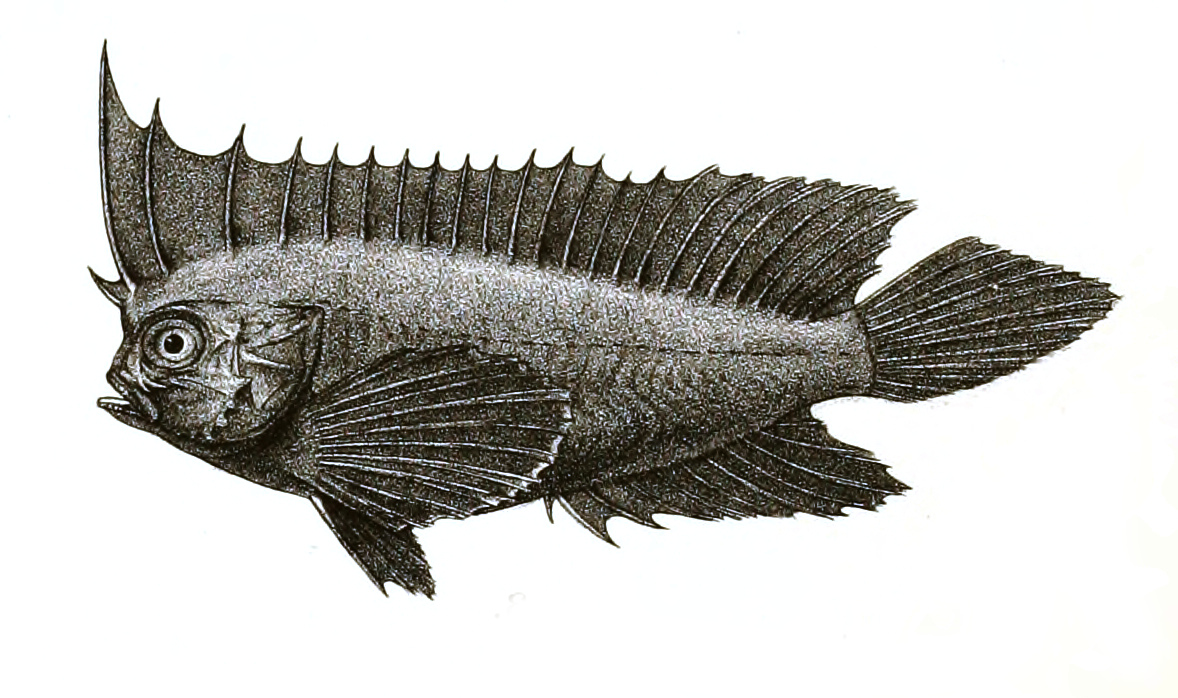
Amblyapistus macracanthus
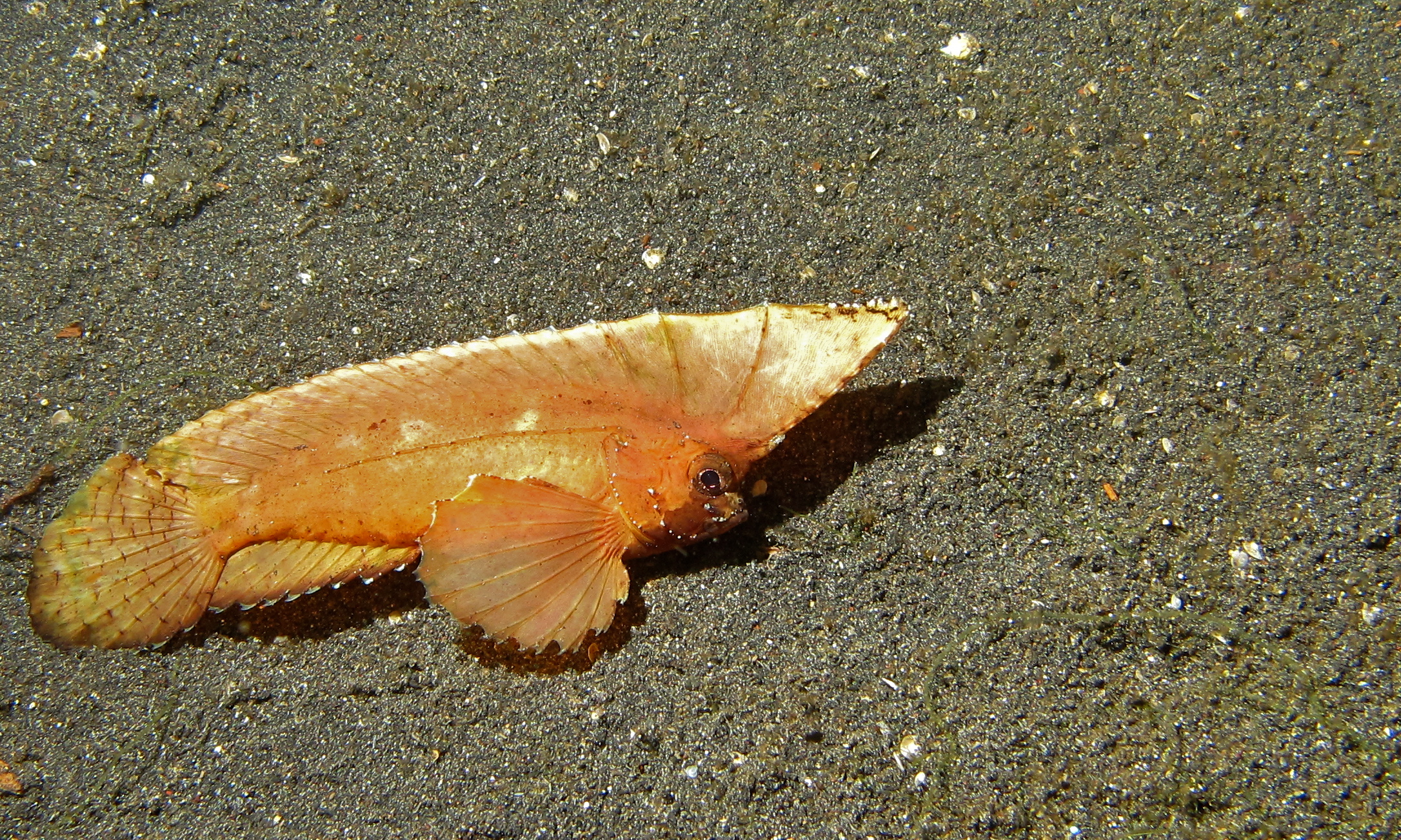
Amblyapistus taenianotus